# Erik Wiedemann
Erik Poul Wiedemann (født 7. maj 1930 i København, død 2. marts 2001) var universitetslektor, dr.phil. i musikvidenskab og radiovært. Han er mest kendt for sine meget nuancerede og indsigtsfulde musik-anmeldelser i dagbladet Information af diverse jazz-koncerter.
Han var far til teaterinstruktør Katrine Wiedemann og filmklipper Vinca Wiedemann.